# Hemithraupinae
Hemithraupinae (Танагричні) — підродина горобцеподібних птахів родини саякових (Thraupidae), що включає 5 родів і 18 видів. Представники цієї підродини поширені від Південної Мексики через Центральну і Південну Америку до Північної Аргентини.

## Опис
Представники підродини Hemithraupinae вирізняються своїми тонкими дзьобами. За винятком двох видів з роду Heterospingus, представники підродини танагричних мають однак з найбільш тонких дзьобів по відношенню до довжини дзьоба серед усіх саякових. Крім того, деякі з них демонструють найбільш виражений статевий диморфізм серед усіх представників родини. Танагричні мають переважно жовто-чорне забарвлення, хоча самці колумбійських танагриків яскраво-червоні, а самці великих саї переважно бірюзові. Також у більшості представників роди дзьоб зверху темний, а знизу жовтий.

## Таксономія
Молекулярно-філогенетичні дослідження 2013 і 2014 років підтвердили монофілітичність підродини Hemithraupinae, тісний зв'язок між Hemithraupis і Heterospingus, спорідненість цієї пари з Chrysothlypis і всієї клади з сестринською групою Iridophanes та Chlorophanes.
Молекулярно-генетичне дослідження 2003 року продемонструвало близькість Chlorophanes і Iridophanes. і деякі дослідники запропонували об'єднати їх в одному роді Chlorophanes. Однак дослідження 2013 року показало, що обидва види тривалий час розвивалися окремо, через що обидва види були збережені у власних монотипових родах<.
Вид C. salmoni раніше поміщався у монотиповий рід Erythrothlypis, і які дослідники сумнівалися у спорідненості цього виду з C. chrysomelas. Однак молекулярно-фіолегенетичне дослідження 2014 року показало, що ці два види є близькоспорідненими. Незважаючи на велику різницю в забарвленні самців, забарвлення самиць, а також загальні розміри і профіль цих птахів подібні.

## Роди
- Саї (Chlorophanes) — 1 вид (рід монотиповий)
- Малий саї (Iridophanes) — 1 вид (рід монотиповий)
- Жовтоголовий танагрик (Chrysothlypis) — 2 види
- Танагра-інка (Heterospingus) — 2 види
- Танагрик (Hemithraupis) — 3 види